# Política da Mongólia

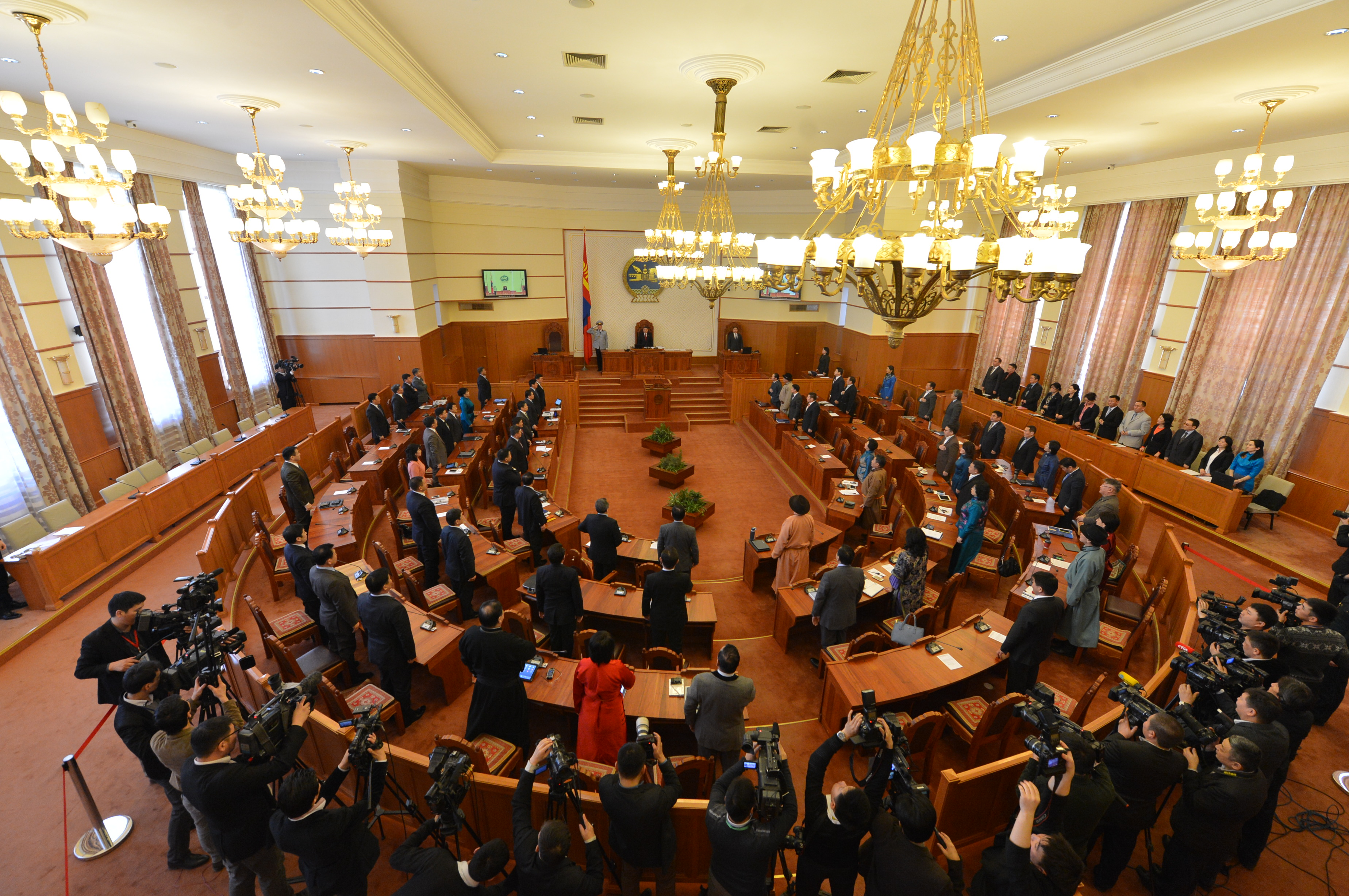
Grande Assembleia Estatal.

A Mongólia é, desde 1990, um regime semipresidencialista, pluripartidarista, com eleições diretas.